# الکترواستاتیک
الکتروستاتیک، الکتریسیتهٔ ساکن، یا ایستابرق شاخه‌ای از فیزیک است که به مطالعهٔ بارهای الکتریکی ساکن و نیروهای میان آن‌ها می‌پردازد.
از باستان می‌دانستند که برخی مواد، مانند کهربا، پس‌از مالیده‌شدن، چیزها و ذرات سبک را می‌ربایند. واژهٔ الکتریسته، از الکترون (ήλεκτρον)، که معادل یونانی کهرباست، می‌آید.
پدیده‌های الکتروستاتیک از نیروهایی که بارهای الکتریکی برهم وارد می‌کنند می‌آیند. این نیروها با قانون کولن توصیف می‌شوند. نیروهای الکتروستاتیکی، نیروهای غالب در برهم‌کنش ذرات زیراتمی هستند. برای نمونه، نیروی الکتروستاتیکی میان الکترون و پروتون در اتم هیدروژن، حدود ۴۰ مرتبه از نیروی گرانشی میان آن‌ها بزرگ‌تر است.
در زندگی روزمره، نمونه‌های گوناگونی از پدیده‌های الکتروستاتیکی دیده و تجربه می‌شوند؛ مانند چسبیدن پوشش‌های پلاستیکی نازک (مشمع) به دست، انفجار خودبه‌خود سیلوی غلات، آسیب‌دیدن قطعات الکترونیکی در اثر تماس با دست، و دستگاه فتوکپی. این پدیده‌ها، عمدتاً به‌دنبال جمع‌شدن بار الکتریکی بر سطح چیزها در تماس با چیزهای دیگر است.

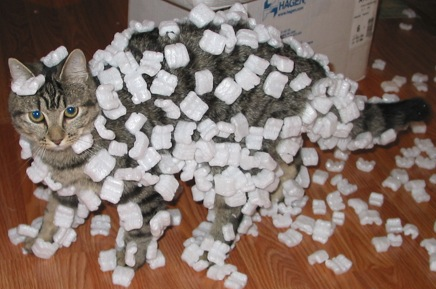
الکتریسیتهٔ ساکن باعث چسبیدن بادامه‌های اسفنجی پلی‌استایرن (که در بسته‌بندی وسایل شکننده استفاده می‌شوند) به خز گربه می‌شود. میدان الکتریکی خز باردارشدۀ گربه به دلیل القای الکترواستاتیک مولکول‌های اسفنج را قطبیده می‌کنند، و در نتیجه اسفنج‌ها به خز گربه جذب می‌شوند. این اثر همچنین دلیل چسبندگی قطعات ریز پلاستیکی به جوراب و چسبندگی لباس‌ها به هم در اثر الکتریسیتۀ ساکن است.

## قانون کولُن
معادلهٔ اساسی الکتروستاتیک، قانون کولن (به انگلیسی: Coulomb law) است که نیروی بین دو بار نقطه‌ای را توصیف می‌کند. اندازهٔ نیروی الکترومغناطیس بین دو بار الکتریکی نقطه‌ای با حاصل‌ضرب اندازهٔ بارها نسبت مستقیم، و با مربع فاصلهٔ دو بار نسبت عکس دارد:
{\displaystyle F={\frac {Q_{1}Q_{2}}{4\pi \varepsilon _{0}r^{2}}}\,}
که {\displaystyle Q_{1}} و {\displaystyle Q_{2}}، اندازهٔ دو بار و {\displaystyle r} فاصلهٔ آن‌هاست. ε۰ ثابت گذردهی خلأ و برابر است با {\displaystyle 8.85\times 10^{12}}.
تلفظ Coulomb، بنابر زبان مبدأ آن (فرانسوی)، کولُن است، که در فارسی گاهی آن را به غلط، به‌شکل نوشتاری آن، کولمب نوشته یا می‌خوانند.

## میدان الکتریکی
میدان الکتریکی یک بار دلخواه در نقطه‌ای اطراف آن، نیروی وارد بر بار واحد الکتریکی (یک کولن) از سوی آن بار است.
{\displaystyle {\vec {F}}=q{\vec {E}}.\,}
بنابراین و با توجه به قانون کولن، اندازهٔ میدان الکتریکی {\displaystyle E} از سوی بار نقطه‌ای تنهای {\displaystyle Q}، از این رابطه به دست می‌آید:
{\displaystyle E({\vec {r}})={\frac {Q}{4\pi \varepsilon _{0}r^{2}}}.}
برای فرمول‌بندی کلی میدان الکتریکی دیورژانس و کرل آن را محاسبه می‌کنیم.

## دیورژانسE{\displaystyle E}قانون گاوس
بر پایهٔ قانون گاوس، شار الکتریکی گذرنده از یک سطح بسته، با بار الکتریکی که با سطح دربر گرفته‌شده متناسب است. از نظر ریاضی، این قانون به دو صورت انتگرالی و دیفرانسیلی قابل بیان است:
قانون گاوس به‌شکل انتگرالی:
{\displaystyle \oint _{S}\varepsilon _{0}{\vec {E}}\cdot \mathrm {d} {\vec {s}}=\int _{V}\rho \cdot \mathrm {d} V.}
قانون گاوس به‌شکل دیفرانسیلی:
{\displaystyle {\vec {\nabla }}\cdot \varepsilon _{0}{\vec {E}}=\rho .}
که {\displaystyle {\vec {\nabla }}\cdot }عملگر دیورژانس است.
قانون گاوس مستقیماً با دیورژانس {\displaystyle E} از قانون کولن نتیجه می‌شود و رابطه تازه‌ای نیست.

## کرلE{\displaystyle E}: پتانسیل الکتروستاتیک
کرل میدان الکتریکی، مستقیماً با مشتق‌گیری از رابطهٔ کولن محاسبه می‌شود:
{\displaystyle {\vec {\nabla }}\times {\vec {E}}={\vec {\nabla }}\times ({\frac {1}{4\pi \epsilon _{0}}}\iiint {\frac {{\vec {r}}-{\vec {r}}'}{\left\|{\vec {r}}-{\vec {r}}'\right\|^{3}}}\rho ({\vec {r}}')\,\operatorname {d} ^{3}r')}
و به
{\displaystyle {\vec {\nabla }}\times {\vec {E}}=0}
می‌انجامد. با اعمال قضیهٔ استوکس به دو طرف رابطهٔ بالا:
{\displaystyle \oint _{C}{\vec {E}}\cdot \mathrm {d} {\vec {l}}=0}
در نتیجه انتگرال خطی {\displaystyle E} بین دو نقطه، مستقل از مسیر است. در آنالیز برداری، می‌توان چنین میدان برداریای را گرادیان یک تابع اسکالر در نظر گرفت. به این تابع، پتانسیل الکترواستاتیک گفته می‌شود. این را به ریاضی، چنین نشان می‌دهند:
{\displaystyle {\vec {E}}=-{\vec {\nabla }}\phi .}
می‌توان یک نقطه را به عنوان صفر پتانسیل در نظر گرفت و به هر نقطه دیگر، یک پتانسیل نسبت داد. معمولاً صفر پتانسیل را در بی‌نهایت دور از توزیع بار در نظر می‌گیرند.
پتانسیل الکترواستاتیک در یک نقطه را می‌توان کار روی واحد بار که لازم است تا بار الکتریکی از نقطه‌ای در بی‌نهایت به آن نقطه آورده شود تعریف کرد. جهت میدان الکتریکی، از نقطه دارای پتانسیل بالا به نقطه دارای پتانسیل پایین است.

## معادلهٔ پُواسُون
با ترکیب تعریف پتانسیل الکترواستاتیک به‌شکل دیفرانسیلی قانون گاوس، رابطه پتانسیل φ و چگالی بار ρ به‌دست می‌آید:
{\displaystyle {\nabla }^{2}\phi =-{\rho  \over \varepsilon _{0}}.}
که معادلهٔ پُواسُون نام دارد. ε۰ گذردهی خلأ است. در نبود بار الکتریکی، معادله چنین می‌شود:
{\displaystyle {\nabla }^{2}\phi =0,}
که معادلهٔ لاپلاس نام دارد.

## انرژی الکتروستاتیک
می‌توان انرژی ذخیره‌شده در اثر توزیع بار را چنین به‌دست‌آورد:
{\displaystyle W={\frac {1}{4\pi \epsilon _{0}}}\iiint _{V}\rho V\operatorname {d} ^{3}r}
یا
{\displaystyle W={\frac {\epsilon _{0}}{2}}\iiint _{wholespace}E^{2}\operatorname {d} ^{3}r}

## تقریب الکتروستاتیک
اعتبار تقریب الکتروستاتیک به این است که میدان الکتریکی، غیرچرخشی است:
{\displaystyle {\vec {\nabla }}\times {\vec {E}}=0.}
با توجه به قانون فاراده، تقریب الکتروستاتیک با فرض نبود (مطلق یا تقریبی) میدان مغناطیسی متغیر با زمان، معتبر است:
{\displaystyle {\partial {\vec {B}} \over \partial t}=0.}
به بیان دیگر، در تقریب الکتروستاتیک لازم نیست که میدان مغناطیسی یا جریان الکتریکی حاضر نباشد، بلکه اگر میدان مغناطیسی یا جریان الکتریکی حاضر باشد اما با زمان تغییر نکند یا بسیار کند تغییر کند، تقریب الکتروستاتیک همچنان معتبر است. در برخی مسائل، برای محاسبه دقیق، هم الکتروستاتیک و هم مگنتوستاتیک لازم است، اما می‌توان از تزویج این دو چشم پوشید.

## اثر تِریبُوالکتریک
اثر تریبوالکتریک، نوعی باردار شدن الکتریکی بر اثر تماس است که هنگامی‌که یک ماده با ماده دیگری تماس یافته و جدا می‌شود، باردار می‌شود. یکی از این دو ماده، دارای بار مثبت شده و دیگری باری منفی با همان اندازه. قطبیت و اندازه بارهای تولیدشده وابسته به جنس مواد، ناهمواری سطح، دما، کرنش، و چیزهای دیگر است. برای نمونه، کهربا بر اثر اصطکاک با پشم، باردار می‌شود. این ویژگی، که آن را نخستین بار
تالس کشف کرد، نخستین پدیدهٔ الکتریکی بود که بشر بررسی کرد. نمونه‌هایی از موادی که وقتی به‌هم مالیده شوند دارای بار قابل ملاحظه‌ای می‌شوند، شیشه‌ای که با ابریشم مالیده شود، و لاستیک سفتی که با خز مالیده شود هستند.

## مولدهای الکتروستاتیک
عدم تعادل در بار سطحی به این معنی است که اشیا، نیروهای جاذبه یا دافعه از خود نشان می‌دهند. این عدم تعادل بار سطحی، که الکتریستهٔ ساکن تولید می‌کند، می‌تواند به وسیلهٔ تماس و سپس جدایش دو سطح با جنس مختلف، بر اثر پدیدهٔ باردار شدن الکتریکی تماسی و اثر تریبو الکتریک تولید شود. مالش دو جسم نارسانا مقدار زیادی الکتریستهٔ ساکن تولید می‌کند. این تنها بر اثر اصطکاک نیست؛ دو سطح نارسانا را می‌توان تنها با قرار دادن روی هم دارای بار الکتریکی کرد. از آنجا که بیشتر سطوح، ناهموار هستند، باردار شدن الکتریکی از راه تماس نسبت به مالش زمان بیشتری می‌برد. مالش دو جسم به هم مقدار تماس چسبنده را بین آن دو افزایش می‌دهد. معمولاً نارساناها، یعنی موادی که الکتریسیته را هدایت نمی‌کنند، بار سطحی را هم خوب تولید کرده و هم خوب نگه می‌دارند. مثال‌هایی از این مواد عبارت‌اند از لاستیک، پلاستیک، شیشه، و مادهٔ سفیدرنگ موجود در پوست پرتقال. مواد رسانا، به جز مواردی که مثلاً یک سطح فلزی به وسیلهٔ نارساناهای جامد یا مایع تحت تأثیر قرار می‌گیرد، به ندرت عدم تعادل بار الکتریکی ایجاد می‌کنند. باری که هنگام باردار شدن الکتریکی منتقل می‌شود، بر روی سطح جسم ذخیره می‌شود. مولدهای الکتریسیتهٔ ساکن، دستگاه‌هایی که ولتاژهای خیلی بالا در جریان خیلی پایین تولید کرده و برای نمایش پدیدهٔ الکتروستاتیک در کلاس درس مورد استفاده قرار می‌گیرند، بر این اثر تکیه دارند.
وجود جریان الکتریکی نه از نیروهای الکتروستاتیک و نه از جرقه زدن، تخلیهٔ کُرونا (Corona)، و پدیده‌های دیگر جلوگیری نمی‌کند. هر یک از این پدیده‌ها می‌توانند هم‌زمان با جریان الکتریکی در یک سیستم وجود داشته باشند.

## خنثی‌سازی بار
آشناترین شکل پدیده‌های الکتروستاتیک طبیعی، ایجاد اذیت برای انسان در فصول دارای رطوبت کم است. اما این پدیده‌ها می‌توانند در برخی از شرایط، مخرب و مضر باشند (مانند ساخت قطعات الکترونیکی). هنگام کار در تماس مستقیم با مدارهای مجتمع الکترونیکی (به ویژه MOSFETهای ظریف)، یا در حضور گازهای قابل اشتعال، باید احتیاط شود که از ذخیره شدن و سپس تخلیهٔ ناگهانی بار الکتریکی ساکن جلوگیری شود.

## القای بار
القای بار هنگامی اتفاق می‌افتد که یک جسم دارای بار منفی سبب رانش الکترون‌ها از سطح جسم دیگری می‌شود. این امر ناحیه‌ای در جسم دوم ایجاد می‌کند که دارای بار مثبت‌تری است. سپس یک نیروی جاذبه بین دو جسم اعمال می‌شود. برای نمونه، هنگامی که یک بادکنک مالش داده می‌شود، در نتیجهٔ ایجاد نیروی جاذبه بین دو سطح (بادکنک و دیوار) که دارای بارهای الکتریکی مخالف هستند، بادکنک به دیوار می‌چسبد (سطح دیوار به دلیل القای بار دارای بار الکتریکی می‌شود. این امر به این ترتیب اتفاق می‌افتد که الکترون‌های آزاد موجود بر سطح دیوار به وسیلهٔ بادکنک دارای بار منفی رانده می‌شوند و به این ترتیب سطح دیوار دارای بار مثبت می‌شود که به سطح بادکنک که دارای بار منفی است نیروی جاذبه اعمال می‌کند).

## الکتریسیتهٔ ساکن

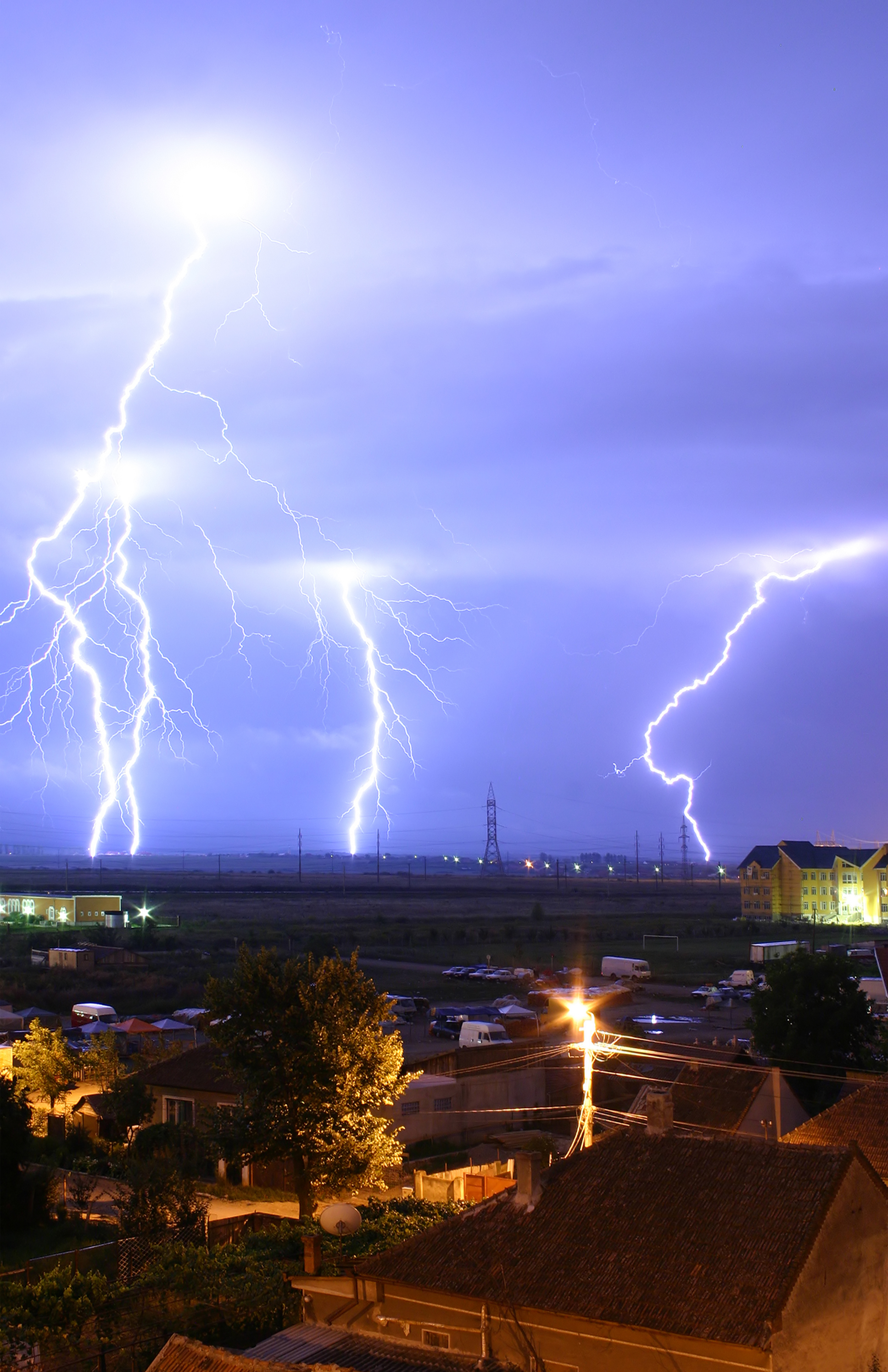
آذرخش بر فراز شهر اورادئا در کشور رومانی

پیش از سال ۱۸۳۲، که در آن مایکل فارادی نتایج آزمایش خود در زمینهٔ ماهیت الکترونیک را منتشر کرد، فیزیکدان‌ها تصور می‌کردند که «الکتریسیتهٔ ساکن» با سایر بارهای الکتریکی تفاوت دارد. مایکل فارادی ثابت کرد که الکتریسیتهٔ القا شده به وسیلهٔ آهن‌ربا، الکتریسیتهٔ وُلتایی تولید شده به وسیلهٔ باتری، و الکتریسیتهٔ ساکن همگی یکسان هستند.

الکتریسیتهٔ ساکن معمولاً هنگامی ایجاد می‌شود که مواد خاصی، مانند پشم و پلاستیک، یا کف کفش و قالی، به یکدیگر مالیده شوند. این فرایند سبب می‌شود که الکترون‌ها از سطح یک ماده کشیده شده و بر روی سطح مادهٔ دیگر قرار گیرند. یک شوک استاتیک زمانی اتفاق می‌افتد که سطح مادهٔ دوم، که به سبب الکترون‌ها دارای بار منفی شده‌است، با سطح یک مادهٔ رسانای دارای بار مثبت تماس یابد، یا بر عکس.

از الکتریسیتهٔ ساکن در فتوکپی، فیلترهای هوا، و برخی از رنگ‌های اتومبیل استفاده می‌شود. الکتریسیتهٔ ساکن نتیجهٔ ایجاد بار بر روی دو سطحی است که از هم جدا شده‌اند. برخی از قطعات الکتریکی ممکن است بر اثر الکتریسیتهٔ ساکن به سادگی آسیب ببینند. برای جلوگیری از این امر، سازندگان قطعات از برخی از وسایل ضد الکتریسیتهٔ ساکن استفاده می‌کنند.

## الکتریسیتهٔ ساکن در صنعت شیمی
وقتی دو جسم مختلف با هم تماس یافته و از هم جدا شوند، ممکن است تجمعی از بارهای الکتریکی رخ دهد که سبب می‌شود یکی از مواد دارای بار مثبت و دیگری دارای بار منفی شود. شوک الکتریکی خفیفی‌که پس از لمس یک جسم دارای اتصال به زمین، در حال راه رفتن روی فرش، به انسان وارد می‌شود نمونه‌ای است از بار الکتریکی اضافی که بر اثر اصطکاک بین کفش انسان و فرش به بدن انسان منتقل می‌شود. انتقال بار به بدن ممکن است سبب تخلیهٔ الکتریکی شدیدی شود. اگرچه آزمایش الکتریسیتهٔ ساکن ممکن است جالب باشد، در صنایعی که با مواد قابل اشتعال سر و کار دارند، جرقه ممکن است سبب خطراتی جدی شود. در چنین صنایعی، یک جرقهٔ الکتریکی کوچک می‌تواند سبب اشتعال مخلوط‌های قابل انفجار شده و نتایج مخربی به بار آورد.
در سیالات دارای رسانایی پایین الکتریکی هم که در لوله‌ها جریان دارند، یک مکانیزم مشابه باردار شدن الکتریکی ممکن است رخ دهد. این فرایند، باردار شدن الکتریکی جریان نام دارد. سیالات دارای رسانایی پایین الکتریکی (کمتر از ۵۰ پیکو زیمنس بر متر، که‌در آن پیکو زیمنس بر متر واحد رسانایی الکتریکی است) «انباره» نامیده می‌شوند. سیالات دارای رسانایی بالایpS/m ۵۰، غیر انباره نامیده می‌شوند. در غیر انباره‌ها، بارها با همان سرعتی که از هم جدا می‌شوند با هم باز ترکیب می‌شوند و بنابراین تولید بار الکترواستاتیک قابل توجه نیست. در صنعت پتروشیمی، pS/m ۵۰ مقدار پیشنهادی برای حداقل رسانایی سیال است که برای بارزدایی کافی از سیال مناسب است.
یک مفهوم مهم در سیالات نارسانا، «زمان آرامش استاتیک» است. این زمان، مشابه ثابت زمانی (τ) در یک مدار RC است. برای مواد نارسانا، این پارامتر برابر نسبت ثابت دی الکتریک استاتیک تقسیم بر رسانایی ماده است. برای سیالات هیدرو کربنی، این عدد گاهی به صورت تقریبی با تقسیم عدد ۱۸ بر رسانایی ماده به دست می‌آید. پس سیالی که دارای رسانایی الکتریکی pS/cm 1 (pS/m 100) است دارای زمان آرامشی تقریباً برابر با ۱۸ ثانیه خواهد بود. بار اضافی موجود در سیال در طی زمانی تقریباً ۴ تا ۵ برابر زمان آرامش، ۹۰ ثانیه برای سیال فرضی ما، کاملاً محو خواهد شد.
در سرعت‌های بالاتر سیال و قطرهای بالاتر لولهٔ حامل سیال، تولید بار افزایش می‌یابد و در لوله‌های دارای قطر ۸ اینچ (۲۰ سانتی‌متر) و بیشتر، تولید بار قابل توجه است. بهترین راه کنترل تولید بار استاتیک در این سیستم‌ها، محدود کردن سرعت سیال است. استاندارد بریتانیایی حدود سرعت را تعیین می‌کند. به دلیل اثر بزرگ آب بر ثابت دی الکتریک، سرعت پیشنهادی برای سیالات هیدروکربنی حاوی آب به ۱ متر بر ثانیه محدود می‌شود. اتصال و زمین کردن، راه‌های پرکاربردی هستند که می‌توان به وسیلهٔ آن‌ها از تجمع بار جلوگیری کرد. برای سیالات دارای رسانایی الکتریکی کمتر از pS/m ۱۰، این تمهیدات کافی نبوده و استفاده از افزودنی‌های ضد الکتریسیتهٔ ساکن هم ممکن است لازم باشد.

## استانداردهای در دسترس
1. BS PD CLC/TR 50404:2003 Code of Practice for Control of Undesirable Static Electricity
2. NFPA ۷۷ (۲۰۰۷) Recommended Practice on Static Electricity
3. API RP ۲۰۰۳ (۱۹۹۸) Protection Against Ignitions Arising Out of Static, Lightning, and

Stray Currents

## القای الکتروستاتیکی در کاربردهای تجاری
از سال‌ها پیش، از پدیدهٔ القای الکتروستاتیکی در صنعت استفاده می‌شده‌است. سرآغاز این کار، استفاده از سیستم‌های رنگ‌آمیزی صنعتی الکتروستاتیکی بود. از دیگر موارد می‌توان استفاده از رنگ‌های اِنامِل و پلی‌اورتان برای محصولاتی مانند اتومبیل، دوچرخه و … را نام برد.